# Canterbury-Bankstown Bulldogs
Els Canterbury-Bankstown Bulldogs són un club professional de rugbi a 13 australià amb seu a Belmore, Sydney. El club juga a la National Rugby League (NRL).